# Danh sách 100 phim Anh hay nhất của Viện phim Anh
Danh sách 100 phim Anh hay nhất của Viện phim Anh (tiếng Anh: BFI 100) là một danh sách do Viện phim Anh (British Film Institute, viết tắt là BFI) lập ra dựa trên kết quả thăm dò 1000 nhân vật thuộc giới điện ảnh và truyền hình Liên hiệp Vương quốc Anh và Bắc Ireland thực hiện năm 1999.

## Thống kê
Theo kết quả của cuộc thăm dò thì thập niên 1960 là thập niên có nhiều phim được chọn nhất với 26 phim, hai năm có nhiều phim được chọn nhát là 1963 và 1971 với 4 phim, phim ra đời sớm nhất trong danh sách là The 39 Steps được công chiếu năm 1935. Đạo diễn có nhiều tác phẩm trong danh sách nhất là David Lean với 7 phim, xếp sau là Powell and Pressburger và John Schlesinger với 4 phim. Hãng phim có nhiều phim trong danh sách nhất là Ealing Studios. Nam diễn viên tham gia nhiều phim trong danh sách nhất là Alec Guinness với 9 phim còn nữ diễn viên xuất hiện trong nhiều phim thuộc danh sách nhất là Julie Christie với 6 phim.

## Danh sách
| TT  | Phim                                       | Năm  | Đạo diễn               | Thông tin khác          |
| --- | ------------------------------------------ | ---- | ---------------------- | ----------------------- |
| 1   | The Third Man                              | 1949 | Carol Reed             | Phim hợp tác với Hoa Kỳ |
| 2   | Brief Encounter                            | 1945 | David Lean             | [ 2 ]                   |
| 3   | Lawrence of Arabia                         | 1962 | David Lean             | Phim do Hoa Kỳ sản xuất |
| 4   | The 39 Steps                               | 1935 | Alfred Hitchcock       | [ 4 ]                   |
| 5   | Great Expectations                         | 1946 | David Lean             | [ 5 ]                   |
| 6   | Kind Hearts and Coronets                   | 1949 | Robert Hamer           | [ 6 ]                   |
| 7   | Kes                                        | 1969 | Ken Loach              | [ 7 ]                   |
| 8   | Don't Look Now                             | 1973 | Nicolas Roeg           | [ 8 ]                   |
| 9   | The Red Shoes                              | 1948 | Powell & Pressburger   | [ 9 ]                   |
| 10  | Trainspotting                              | 1996 | Danny Boyle            | [ 10 ]                  |
| 11  | The Bridge on the River Kwai               | 1957 | David Lean             | [ 11 ]                  |
| 12  | if....                                     | 1968 | Lindsay Anderson       | [ 12 ]                  |
| 13  | The Ladykillers                            | 1955 | Alexander Mackendrick  | [ 13 ]                  |
| 14  | Saturday Night and Sunday Morning          | 1960 | Karel Reisz            | [ 14 ]                  |
| 15  | Brighton Rock                              | 1947 | John Boulting          | [ 15 ]                  |
| 16  | Get Carter                                 | 1971 | Mike Hodges            | [ 16 ]                  |
| 17  | The Lavender Hill Mob                      | 1951 | Charles Crichton       | [ 17 ]                  |
| 18  | Henry V                                    | 1944 | Laurence Olivier       | [ 18 ]                  |
| 19  | Chariots of Fire                           | 1981 | Hugh Hudson            | [ 19 ]                  |
| 20  | A Matter of Life and Death                 | 1946 | Powell & Pressburger   | [ 20 ]                  |
| 21  | The Long Good Friday                       | 1980 | John Mackenzie         | [ 21 ]                  |
| 22  | The Servant                                | 1963 | Joseph Losey           | [ 22 ]                  |
| 23  | Four Weddings and a Funeral                | 1994 | Mike Newell            | [ 23 ]                  |
| 24  | Whisky Galore!                             | 1949 | Alexander Mackendrick  | [ 24 ]                  |
| 25  | The Full Monty                             | 1997 | Peter Cattaneo         | [ 25 ]                  |
| 26  | The Crying Game                            | 1992 | Neil Jordan            | [ 26 ]                  |
| 27  | Doctor Zhivago                             | 1965 | David Lean             | Phim do Hoa Kỳ sản xuất |
| 28  | Monty Python's Life of Brian               | 1979 | Terry Jones            | [ 28 ]                  |
| 29  | Withnail and I                             | 1987 | Bruce Robinson         | [ 29 ]                  |
| 30  | Gregory's Girl                             | 1980 | Bill Forsyth           | [ 30 ]                  |
| 31  | Zulu                                       | 1964 | Cy Endfield            | [ 31 ]                  |
| 32  | Room at the Top                            | 1958 | Jack Clayton           | [ 32 ]                  |
| 33  | Alfie                                      | 1966 | Lewis Gilbert          | [ 33 ]                  |
| 34  | Gandhi                                     | 1982 | Richard Attenborough   | [ 34 ]                  |
| 35  | The Lady Vanishes                          | 1938 | Alfred Hitchcock       | [ 35 ]                  |
| 36  | The Italian Job                            | 1969 | Peter Collinson        | [ 36 ]                  |
| 37  | Local Hero                                 | 1983 | Bill Forsyth           |                         |
| 38  | The Commitments                            | 1991 | Alan Parker            |                         |
| 39  | A Fish Called Wanda                        | 1988 | Charles Crichton       |                         |
| 40  | Secrets & Lies                             | 1996 | Mike Leigh             |                         |
| 41  | Dr. No                                     | 1962 | Terence Young          |                         |
| 42  | The Madness of King George                 | 1994 | Nicholas Hytner        |                         |
| 43  | A Man for All Seasons                      | 1966 | Fred Zinnemann         |                         |
| 44  | Black Narcissus                            | 1947 | Powell & Pressburger   |                         |
| 45  | The Life and Death of Colonel Blimp        | 1943 | Powell & Pressburger   |                         |
| 46  | Oliver Twist                               | 1948 | David Lean             |                         |
| 47  | I'm All Right Jack                         | 1959 | John Boulting          |                         |
| 48  | Performance                                | 1970 | Cammell & Roeg         |                         |
| 49  | Shakespeare in Love                        | 1998 | John Madden            |                         |
| 50  | My Beautiful Laundrette                    | 1985 | Stephen Frears         |                         |
| 51  | Tom Jones                                  | 1963 | Tony Richardson        |                         |
| 52  | This Sporting Life                         | 1963 | Lindsay Anderson       |                         |
| 53  | My Left Foot                               | 1989 | Jim Sheridan           |                         |
| 54  | Brazil                                     | 1985 | Terry Gilliam          |                         |
| 55  | The English Patient                        | 1996 | Anthony Minghella      | Phim do Hoa Kỳ sản xuất |
| 56  | A Taste of Honey                           | 1961 | Tony Richardson        |                         |
| 57  | The Go-Between                             | 1971 | Joseph Losey           |                         |
| 58  | The Man in the White Suit                  | 1951 | Alexander Mackendrick  |                         |
| 59  | The IPCRESS File                           | 1965 | Sidney Furie           |                         |
| 60  | Blowup                                     | 1966 | Michelangelo Antonioni |                         |
| 61  | The Loneliness of the Long Distance Runner | 1962 | Tony Richardson        |                         |
| 62  | Sense and Sensibility                      | 1995 | Lý An                  |                         |
| 63  | Passport to Pimlico                        | 1949 | Henry Cornelius        |                         |
| 64  | The Remains of the Day                     | 1993 | James Ivory            |                         |
| 65  | Sunday Bloody Sunday                       | 1971 | John Schlesinger       |                         |
| 66  | The Railway Children                       | 1970 | Lionel Jeffries        |                         |
| 67  | Mona Lisa                                  | 1986 | Neil Jordan            |                         |
| 68  | The Dam Busters                            | 1955 | Michael Anderson       |                         |
| 69  | Hamlet                                     | 1948 | Laurence Olivier       |                         |
| 70  | Goldfinger                                 | 1964 | Guy Hamilton           |                         |
| 71  | Elizabeth                                  | 1998 | Shekhar Kapur          |                         |
| 72  | Goodbye, Mr. Chips                         | 1939 | Sam Wood               |                         |
| 73  | A Room with a View                         | 1985 | James Ivory            |                         |
| 74  | The Day of the Jackal                      | 1973 | Fred Zinnemann         |                         |
| 75  | The Cruel Sea                              | 1952 | Charles Frend          |                         |
| 76  | Billy Liar                                 | 1963 | John Schlesinger       |                         |
| 77  | Oliver!                                    | 1968 | Carol Reed             |                         |
| 78  | Peeping Tom                                | 1960 | Michael Powell         |                         |
| 79  | Far from the Madding Crowd                 | 1967 | John Schlesinger       |                         |
| 80  | The Draughtsman's Contract                 | 1982 | Peter Greenaway        |                         |
| 81  | A Clockwork Orange                         | 1971 | Stanley Kubrick        |                         |
| 82  | Distant Voices, Still Lives                | 1988 | Terence Davies         |                         |
| 83  | Darling                                    | 1965 | John Schlesinger       |                         |
| 84  | Educating Rita                             | 1983 | Lewis Gilbert          |                         |
| 85  | Brassed Off                                | 1996 | Mark Herman            |                         |
| 86  | Genevieve                                  | 1953 | Henry Cornelius        |                         |
| 87  | Women in Love                              | 1969 | Ken Russell            |                         |
| 88  | A Hard Day's Night                         | 1964 | Richard Lester         |                         |
| 89  | Fires Were Started                         | 1943 | Humphrey Jennings      |                         |
| 90  | Hope and Glory                             | 1987 | John Boorman           |                         |
| 91  | My Name Is Joe                             | 1998 | Ken Loach              |                         |
| 92  | In Which We Serve                          | 1942 | David Lean             |                         |
| 93  | Caravaggio                                 | 1986 | Derek Jarman           |                         |
| 94  | The Belles of St. Trinian's                | 1954 | Frank Launder          |                         |
| 95  | Life is Sweet                              | 1990 | Mike Leigh             |                         |
| 96  | The Wicker Man                             | 1973 | Robin Hardy            |                         |
| 97  | Nil by Mouth                               | 1997 | Gary Oldman            |                         |
| 98  | Small Faces                                | 1995 | Gillies MacKinnon      |                         |
| 99  | Carry On up the Khyber                     | 1968 | Gerald Thomas          |                         |
| 100 | The Killing Fields                         | 1984 | Roland Joffé           |                         |